# Casas de Ves
Casas de Ves – gmina w Hiszpanii, w prowincji Albacete, w Kastylii-La Mancha, o powierzchni 125,09 km². W 2011 roku gmina liczyła 724 mieszkańców.